# Charles Seel
Charles Seel (New York, 29 aprile 1897 – Los Angeles, 19 aprile 1980) è stato un attore statunitense.
Ha recitato in oltre 30 film dal 1938 al 1974 ed è apparso in oltre cento titoli per la televisione dal 1952 al 1974. È stato accreditato anche con i nomi Charles Seal e Charles F. Seel.

## Biografia
Charles Seel nacque a New York, nel Bronx, il 29 aprile 1897. Da giovane lavorò per la Biograph Studios come tuttofare al seguito delle troupe. In seguito cominciò a recitare a teatro nel vaudeville, poi a Broadway, quindi in radio per poi approdare a Hollywood nel 1937.
Recitò nel 1971 nel film Duel nel ruolo del signore anziano. Per la televisione, interpretò, tra gli altri, il ruolo di Otis in cinque episodi della serie televisiva Tombstone Territory dal 1957 al 1958, di Doc Miller in due episodi della serie The Deputy nel 1960, di Mr. Krinkie in nove episodi della serie Dennis the Menace dal 1960 al 1963, di Barney Danches in 10 episodi della serie Gunsmoke dal 1965 al 1972 (più altri 8 episodi con altri ruoli) e di Tom Pride in 29 episodi della serie I sentieri del west dal 1966 al 1967.
La sua ultima apparizione sul piccolo schermo avvenne nell'episodio The Christmas Party della serie televisiva Apple's Way, andato in onda il 22 dicembre 1974, che lo vede nel ruolo di MacPherson, mentre per il grande schermo l'ultima interpretazione risale al film Airport 75 del 1974 in cui interpreta il passeggero che festeggia l'anniversario.
Morì a Los Angeles, in California, il 19 aprile 1980 e fu seppellito al Forest Lawn Memorial Park di Hollywood Hills.

## Filmografia

### Cinema
- Comet Over Broadway, regia di Busby Berkeley (1938)
- Off the Record, regia di James Flood (1939)
- Blackwell's Island, regia di William C. McGann (1939)
- L'inafferrabile signor Jordan (Here Comes Mr. Jordan), regia di Alexander Hall (1941)
- Non abbandonarmi (Not Wanted), regia di Elmer Clifton (1949)
- Il sergente Carver (The Texas Rangers), regia di Phil Karlson (1951)
- L'uomo dal braccio d'oro (The Man with the Golden Arm), regia di Otto Preminger (1955)
- La strage di Frankenstein (I Was a Teenage Frankenstein), regia di Herbert Strock (1957)
- Il selvaggio e l'innocente (The Wild and the Innocent), regia di Jack Sher (1959)
- Soldati a cavallo (The Horse Soldiers), regia di John Ford (1959)
- Cominciò con un bacio (It Started with a Kiss), regia di George Marshall (1959)
- Il letto racconta (Pillow Talk), regia di Michael Gordon (1959)
- Non mangiate le margherite (Please Don't Eat the Daisies), regia di Charles Walters (1960)
- I dannati e gli eroi (Sergeant Rutledge), regia di John Ford (1960)
- Il segreto di Pollyanna (Pollyanna), regia di David Swift (1960)
- Il buio in cima alle scale (The Dark at the Top of the Stairs), regia di Delbert Mann (1960)
- Bersaglio umano ((The Walking Target), regia di Edward L. Cahn (1960)
- Pugni, pupe e pepite (North to Alaska), regia di Henry Hathaway (1960)
- Cimarron, regia di Anthony Mann (1960)
- Ritorno a Peyton Place (Return to Peyton Place), regia di José Ferrer (1961)
- Per favore non toccate le palline (The Honeymoon Machine), regia di Richard Thorpe (1961)
- Lo sceriffo in gonnella (The Second Time Around), regia di Vincent Sherman (1961)
- L'uomo che uccise Liberty Valance (The Man Who Shot Liberty Valance), regia di John Ford (1962)
- Il sole nella stanza (Tammy and the Doctor), regia di Harry Keller (1963)
- I tre della Croce del Sud (Donovan's Reef), regia di John Ford (1963)
- The Tattooed Police Horse, regia di Larry Lansburgh (1964)
- Un giorno di terrore (Lady in a Cage), regia di Walter Grauman (1964)
- Il grande sentiero (Cheyenne Autumn), regia di John Ford (1964)
- Un leone nel mio letto (Fluffy), regia di Earl Bellamy (1965)
- La grande corsa (The Great Race), regia di Blake Edwards (1965)
- Una donna senza volto (Mister Buddwing), regia di Delbert Mann (1966)
- Lo strangolatore di Baltimora (Chamber of Horrors), regia di Hy Averback (1966)
- Indianapolis, pista infernale (Winning), regia di James Goldstone (1969)
- Uno spaccone chiamato Hark (One More Train to Rob), regia di Andrew V. McLaglen (1971)
- Kobra (Sssssss), regia di Bernard L. Kowalski (1973)
- Il mondo dei robot (Westworld), regia di Michael Crichton (1973)
- Airport 75 (Airport 1975), regia di Jack Smight (1974)

### Televisione
- Terry and the Pirates – serie TV, un episodio (1952)
- Hopalong Cassidy – serie TV, un episodio (1952)
- Four Star Playhouse – serie TV, 2 episodi (1953-1954)
- I Led 3 Lives – serie TV, un episodio (1954)
- Lux Video Theatre – serie TV, un episodio (1955)
- Medic – serie TV, un episodio (1955)
- You Are There – serie TV, un episodio (1955)
- La pattuglia della strada (Highway Patrol) – serie TV, un episodio (1955)
- TV Reader's Digest – serie TV, episodio 2x22 (1956)
- Dragnet – serie TV, un episodio (1956)
- Tombstone Territory – serie TV, 5 episodi (1957-1958)
- Carovane verso il west (Wagon Train) – serie TV, 2 episodi (1957-1960)
- Tales of Wells Fargo – serie TV, 2 episodi (1957-1962)
- State Trooper – serie TV, un episodio (1957)
- Broken Arrow – serie TV, un episodio (1957)
- Date with the Angels – serie TV, un episodio (1957)
- Suspicion – serie TV, un episodio (1957)
- The Court of Last Resort – serie TV, un episodio (1957)
- Alfred Hitchcock presenta (Alfred Hitchcock Presents) – serie TV, 2 episodi (1958-1959)
- Letter to Loretta – serie TV, 5 episodi (1958-1961)
- Il tenente Ballinger (M Squad) – serie TV, un episodio (1958)
- The Lineup – serie TV, un episodio (1958)
- Cimarron City – serie TV, episodio 1x07 (1958)
- Wichita Town – serie TV, episodi 1x03-1x16-1x19 (1959-1960)
- U.S. Marshal – serie TV, 2 episodi (1959-1960)
- Alcoa Presents: One Step Beyond – serie TV, 2 episodi (1959-1961)
- Mackenzie's Raiders – serie TV, un episodio (1959)
- Bat Masterson – serie TV, un episodio (1959)
- Ricercato vivo o morto (Wanted: Dead or Alive) – serie TV, episodio 1x22 (1959)
- General Electric Theater – serie TV, un episodio (1959)
- Goodyear Theatre – serie TV, episodio 2x14 (1959)
- The Rifleman – serie TV, 2 episodi (1959)
- Trackdown – serie TV, un episodio (1959)
- Colt.45 – serie TV, un episodio (1959)
- Dennis the Menace – serie TV, 9 episodi (1960-1963)
- Shotgun Slade – serie TV, un episodio (1960)
- This Man Dawson – serie TV, episodio 1x22 (1960)
- June Allyson Show (The DuPont Show with June Allyson) – serie TV, episodio 1x16 (1960)
- Johnny Staccato – serie TV, episodio 1x20 (1960)
- The Deputy – serie TV, 2 episodi (1960)
- The Tall Man – serie TV, un episodio (1960)
- Il magnifico King (National Velvet) – serie TV, episodio 1x09 (1960)
- The Thread of Life, regia di Owen Crump – film TV (1960)
- Surfside 6 – serie TV, episodi 1x13-1x28-2x28 (1960-1962)
- Indirizzo permanente (77 Sunset Strip) – serie TV, 2 episodi (1961-1962)
- Scacco matto (Checkmate) – serie TV, 2 episodi (1961-1962)
- Gunsmoke – serie TV, 18 episodi (1961-1975)
- Peter Loves Mary – serie TV, un episodio (1961)
- Bronco – serie TV, un episodio (1961)
- Gli intoccabili (The Untouchables) – serie TV, un episodio (1961)
- Death Valley Days – serie TV, un episodio (1961)
- Bachelor Father – serie TV, un episodio (1961)
- Ai confini della realtà (The Twilight Zone) – serie TV, 2 episodi (1962-1963)
- The Dick Powell Show – serie TV, 2 episodi (1962-1963)
- Bonanza – serie TV, 4 episodi (1962-1969)
- Il virginiano (The Virginian) – serie TV, 5 episodi (1962-1969)
- Io e i miei tre figli (My Three Sons) – serie TV, episodio 2x23 (1962)
- Outlaws – serie TV, episodio 2x21 (1962)
- 87ª squadra (87th Precinct) – serie TV, un episodio (1962)
- Hazel – serie TV, un episodio (1962)
- Alcoa Premiere – serie TV, un episodio (1962)
- Laramie – serie TV, un episodio (1962)
- L'ora di Hitchcock (The Alfred Hitchcock Hour) – serie TV, 2 episodi (1963-1964)
- The Travels of Jaimie McPheeters – serie TV, episodio 1x03 (1963)
- Mr. Novak – serie TV, episodio 1x03 (1963)
- La legge del Far West (Temple Houston) – serie TV, episodio 1x18 (1964)
- Grindl – serie TV, un episodio (1964)
- Destry – serie TV, un episodio (1964)
- Peyton Place – serie TV, un episodio (1964)
- Daniel Boone – serie TV, un episodio (1964)
- I forti di Forte Coraggio (F Troop) – serie TV, 2 episodi (1965-1967)
- Organizzazione U.N.C.L.E. (The Man from U.N.C.L.E.) – serie TV, 2 episodi (1965-1967)
- I mostri (The Munsters) – serie TV, un episodio (1965)
- Ben Casey – serie TV, episodio 4x25 (1965)
- Camp Runamuck – serie TV, un episodio (1965)
- O.K. Crackerby! – serie TV, un episodio (1965)
- The Farmer's Daughter – serie TV, un episodio (1965)
- Lassie – serie TV, un episodio (1965)
- I giorni di Bryan (Run for Your Life) – serie TV, un episodio (1965)
- La leggenda di Jesse James (The Legend of Jesse James) – serie TV, un episodio (1965)
- I sentieri del west (The Road West) – serie TV, 29 episodi (1966-1967)
- A Man Called Shenandoah – serie TV, episodio 1x33 (1966)
- Meet Me in St. Louis – film TV (1966)
- Polvere di stelle (Bob Hope Presents the Chrysler Theatre) – serie TV, un episodio (1967)
- The Second Hundred Years – serie TV, un episodio (1967)
- Il grande teatro del west (The Guns of Will Sonnett) – serie TV, un episodio (1967)
- Cimarron Strip – serie TV, episodio 1x09 (1967)
- Reporter alla ribalta (The Name of the Game) – serie TV, un episodio (1968)
- Star Trek – serie TV, episodio 3x06 (1968)
- The Outsider – serie TV, episodio 1x26 (1969)
- This Savage Land – film TV (1969)
- Petticoat Junction – serie TV, un episodio (1969)
- Arrivano le spose (Here Come the Brides) – serie TV, un episodio (1969)
- Mannix – serie TV, un episodio (1969)
- Dove vai Bronson? (Then Came Bronson) – serie TV, un episodio (1969)
- Adam-12 – serie TV, 3 episodi (1970-1974)
- Giovani ribelli (The Young Rebels) – serie TV, un episodio (1970)
- Ironside – serie TV, un episodio (1971)
- Mistero in galleria (Night Gallery) – serie TV, un episodio (1971)
- Duel, regia di Steven Spielberg – film TV (1971)
- Marcus Welby (Marcus Welby, M.D.) – serie TV, 2 episodi (1972-1976)
- Mod Squad, i ragazzi di Greer (The Mod Squad) – serie TV, un episodio (1972)
- Hec Ramsey – serie TV, un episodio (1972)
- Cannon – serie TV, un episodio (1973)
- Pepper Anderson agente speciale (Police Woman) – serie TV, un episodio (1974)
- Apple's Way – serie TV, un episodio (1974)